# 何彥霓
何彥霓（1985年7月5日—），曾用藝名何艷，中华人民共和国新生代女演員，於2003年開始接拍電視劇，接拍的第一部劇是《傻王闖天下》，於劇中飾演吐蕃公主阿妮瑪，深得觀眾喜愛，随後，曾參演《諜戰之特殊較量》、《楚留香傳奇》、《仙剑奇俠傳三》等電視劇。2011年，何彥霓開始參演多部電視劇，都是關於後宮主题的劇集，包括《顏真卿》、《宮鎖心玉》、《唐宮美人天下》等電視劇。曾憑《非常女生》奪得佳音大影電視「最佳女配角」獎項。

## 簡介
2011年，於《唐宮美人天下》飾演心肠歹毒的上官雲兒，獲得許多觀眾欣賞，也獲导演李慧珠及制作人于正贊賞。2012年，參演于正劇集《山河戀·美人無淚》，在劇中飾演淳福晉，失心瘋及可愛的演技獲得好評，因此彥霓人氣急升。

## 影视作品

### 电视剧
| 首播年份 | 剧名                   | 角色             | 备注                  |
| 2003年   | 《傻王闖天下》         | 阿妮瑪           |                       |
| 2004年   | 《諜戰之特殊較量》     | 小孫             |                       |
| 2004年   | 《非常女生》           | 艾薇薇           |                       |
| 2005年   | 《黃飛鴻與十三姨》     | 田芯             |                       |
| 2006年   | 《胡笳漢月》           | 紅鄂             |                       |
| 2006年   | 《終極記忆》           | 王琪琪           |                       |
| 2006年   | 《楚留香傳奇》         | 雲初             |                       |
| 2008年   | 《射雕英雄傳》         | 施姬姬           |                       |
| 2009年   | 《婚后三十年》         | 康小麗           | 又名:我的家是由誰作主 |
| 2009年   | 《如此婚姻》           | 顧瑞玲           |                       |
| 2009年   | 《仙剑奇俠傳三》       | 何聖姑           |                       |
| 2010年   | 《新萍踪俠影》         | 澹台鏡明         |                       |
| 2010年   | 《天涯織女》           | 方靜             |                       |
| 2011年   | 《宮鎖心玉》           | 雪如（二嫡福晉） |                       |
| 2011年   | 《唐宮美人天下》       | 上官雲兒         |                       |
| 2011年   | 《美麗花蝴蝶》         | 胡小歡           |                       |
| 2012年   | 《楊柳青》             | 王雨荷           |                       |
| 2012年   | 《轩辕剑之天之痕》     | 刀山明珠         |                       |
| 2012年   | 《山河戀·美人無淚》    | 雅淳（淳福晉）   |                       |
| 2013年   | 《薛丁山》             | 竇仙童           |                       |
| 2013年   | 《像火花像蝴蝶》       | 徐太太           |                       |
| 2013年   | 《忽必烈傳奇》         | 弘吉刺·雲林      |                       |
| 2015年   | 《封神英雄》           | 马招娣           |                       |
| 2015年   | 《碧血书香梦》         | 丁丹萍           |                       |
| 2015年   | 《班淑传奇》           | 柔娘             |                       |
| 2017年   | 《天淚傳奇之鳳凰無雙》 | 杜若             |                       |
| 2018年   | 《向前一步是幸福》     | 李丹妮           |                       |
| 2020年   | 《日头日头照着我》     | 岳莉娜           |                       |
| 2020年   | 《澳门往事》           | 伊妍             | 網絡劇                |
| 2020年   | 《功夫战警》           | 林婷             | 2016年拍攝            |
| 2021年   | 《铸匠》               | 藤井樱子         |                       |
| 待播     | 《大唐书魂颜真卿》     | 楊貴妃           |                       |

### 电影
| 上映年份 | 电影名       | 角色       |
| 2011年   | 《滿城風雨》 | 良妃       |
| 2016年   | 《大夢西遊》 | 花仙(張總) |